# Graça (Ceará)
Pour les articles homonymes, voir Graça.
Graça est une municipalité brésilienne de l' État du Ceará. Sa population était estimée à 13 801 habitants, selon les données de l'IBGE de 2022.

## Histoire
Le district a été créé sous le nom de Graça, par la loi provinciale n° 1491 du 16 décembre 1872 et par la loi provinciale du 25 juin 1873. Dans la division administrative de 1911, le district de Graça fait partie de la municipalité de São Benedito. Il le reste dans les divisions territoriales du 31 décembre 1936 et du 31 décembre 1937. Dans le tableau établi pour la période 1944-1948, le district de Graça reste dans la municipalité de São Benedito. Dans la division territoriale du 1er juillet 1960, la commune de Graça reste dans la commune de São Benedito. Il en est de même dans la division territoriale du 18 août 1988. Élevée à la catégorie de municipalité avec le nom de Graça, par la loi de l'État n° 11307, du 15 avril 1987, séparée de São Benedito, avec son siège dans l'ancien district de Graça. Constituée du siège du district, installé le 1er janvier 1989. Par division territoriale du 17 juillet 1991, la commune est constituée du quartier général. Par la loi municipale n° 033 du 1er août 1991, le district de Lapa a été créé et annexé à la municipalité de Graça.

## Étymologie
Graça vient du latin gratia, qui dérive de gratus (reconnaissant, reconnaissant) et qui dans son sens premier désigne la qualité ou l'ensemble des qualités qui rendent agréable celui qui les possède. Le nom de la ville vient du nom de la sainte patronne, Nossa Senhora das Graças.[réf. souhaitée]

## Listes des maires
| N° | Maire                        | Période de gouvernement                                                                            |
| -- | ---------------------------- | -------------------------------------------------------------------------------------------------- |
| 1  | Augusto Brito                | Du 1er janvier 1989 au 31 décembre 1992                                                            |
| 2  | Beneíldo Custódio de Azevedo | Du 1er janvier 1993 au 31 décembre 1996                                                            |
| 3  | Pedro Neudo Brito            | 1er mandat : 1er janvier 1997 au 31 décembre 2000 2e mandat : 1er janvier 2001 au 31 décembre 2004 |
| 4  | Augusta Brito de Paula       | 1er mandat : 1er janvier 2005 au 31 décembre 2008 2e mandat : 1er janvier 2009 au 31 décembre 2012 |
| 5  | Maria Iraldice de Alcântara  | Du 1er janvier 2013 au 31 décembre 2016                                                            |
| 6  | Augusto Brito                | Du 1er janvier 2017 au 31 décembre 2020                                                            |
| 7  | Maria Iraldice de Alcântara  | 1er mandat : 1er janvier 2021 - présent 2ème mandat : à partir du 1er janvier 2025                 |

## Source
- (pt) Cet article est partiellement ou en totalité issu de l’article de Wikipédia en portugais intitulé « Graça (Ceará) » (voir la liste des auteurs).